# Liste der Handfeuerwaffen/E
Übersicht im Referenzwerk zu "Handfeuerwaffen E-fzs."

## EA…
- EAA Witness

## ED…
- EDM Arms Windrunner

## EL…
- ELF submachinegun

## Enarm
- ENARM MMG
- ENARM MSM
- ENARM PENTAGUN
- ENARM SMG

## Enfield
- Enfield EM2
- Enfield No.1 Mk.III
- Enfield No.2 Mk.I
- Enfield Pattern 1913
- Enfield Pattern 1914
- Enfield percusion pistol .68 cal
- Enfield Rifled Musket
- Enfield SLR
- Enfield SA80
  - Enfield L85A1 IW
    - Enfield L85A2 IW

  - Enfield L86A1 LSW
    - Enfield L86A2 LSW

  - Enfield L98A1 CGP
- Enfield XL64E5
- Enfield XL70E3
- Enfield XL69E1 lMG
- Enfield XL70
- Enfield XL64 4,85 × 49 mm
- Enfield XL65 4,85 × 49 mm
- Enfield XL68 4,85 × 49 mm
- Enfield XL69 4,85 × 49 mm left hand Light Support Weapon
- Enfield XL70 5,56 × 45 mm
- Enfield XL73 5,56 × 45 mm
- Enfield XL76 37 mm ARWEN
- Enfield XL77 37 mm ARWEN

## Erma
- Erma DSR1
- Erma EMP 35
- Erma EMP 44
- Erma ESP 85 A
- Erma LA .22
- Erma SR100
- Erma 71

## EX…
- EXCALIBUR MK11